# Christopher Merret
Christopher Merret o Merrett (Winchcombe, 16 febbraio 1614 – Londra, 16 agosto 1695) è stato un medico e naturalista britannico.

## Biographie
Dopo aver completato gli studi universitari a Oxford, Christopher Merrett praticò la medicina.
La principale opera di Merret è Pinax rerum naturalium britannicarum, pubblicato nel 1667, prima descrizione della fauna inglese (includendo anche la descrizione di fossili e minerali). L'obiettivo di Merrett era sostituire il Phytologia Britannica, natales exhibens indigenarum stirpium sponte emergentium di William Howe (1650).
Merret non era un naturalista sul campo ma un semplice compilatore di opere, e il suo obiettivo principale era quello di raccogliere dati farmacologici utili per il medico.
Le sue descrizioni sono ampiamente basate sulle opere di John Jonston (1603-1675) e di Ulisse Aldrovandi (1522-1605). Nonostante questa riserva, partecipò allo sviluppo della storia naturale britannica fornendo una base per il suo studio.
Merret pubblicò anche alcune osservazioni sulla fisiologia delle piante in Philosophical Transactions e sulla metallurgia.
Nel 1662, fu il primo a sintetizzare il metodo champenoise.
Egli è noto anche per aver tradotto dall'italiano The Art of Glass di Antonio Neri (1662), trattato sulla preparazione dei materiali per la fabbricazione del vetro dedicato a Robert Boyle. Merret divenne poi membro della Royal Society il 20 maggio 1663.